# Ernest Smith
Pour les articles homonymes, voir Smith.
Ernest Alvia Smith, surnommé « Smokey », né le 3 mai 1914 à New Westminster et mort le 3 août 2005 à Vancouver en Colombie-Britannique, est un soldat canadien qui a servi avec The Seaforth Highlanders of Canada lors de la Seconde Guerre mondiale. 
Il est décoré de la croix de Victoria, la plus haute récompense des forces du Commonwealth. Il est à sa mort le dernier survivant des récipiendaires canadiens de la croix de Victoria.

## Biographie
Ernest Alvia Smith est né le 3 mai 1914 à New Westminster en Colombie-Britannique. Le 5 mars 1940, il s'est enrôlé au sein de l'Armée canadienne avec The Seaforth Highlanders of Canada. Le 10 juillet 1943, il faisait partie de la 1re Division d'infanterie canadienne lors du débarquement en Sicile. Il a continué de servir au cours de la campagne de Sicile et d'Italie jusqu'en février 1945. Au début de sa carrière militaire, avant la bataille de Savio, son mélange de courage et d'indiscipline l'amènent à être promu au grade de caporal à neuf reprises, mais à être rétrogradé au grade de soldat à chaque fois.
Il s'est particulièrement distingué dans la nuit du 21 au 22 octobre 1944 au fleuve Savio dans le Nord de l'Italie où il faisait partie d'une attaque pour établir une position dans le territoire ennemi. Armé d'une arme anti-tank PIAT, il a mis un char Panther hors service à une distance d'à peine 10 m et il a tué quatre panzergrenadiers et en a détourné six autres tout en protégeant un camarade blessé. Lorsqu'un autre char allemand a été envoyé pour prendre la position, il l'a forcé à battre en retraite à l'aide d'un autre PIAT. Par la suite, il a transporté son camarade blessé et a rejoint une contre-attaque menée pour disperser les Allemands qui attaquaient toujours sa position précédente. L'escouade a détruit trois chars Panther, deux pièces d'artillerie autopropulsées, une autochenille, un véhicule de reconnaissance et quelques soldats allemands. Pour ses actions, il a été décoré de la croix de Victoria, la plus haute récompense des forces du Commonwealth, et l'a reçue du roi George VI en personne au palais de Buckingham. Prétendument, il a été mis dans une cellule de prison à Rome pour la nuit de la veille afin de le garder « hors des ennuis », mais il n'a jamais confirmé ni infirmé ces allégations. Après avoir été décoré de la croix de Victoria, Ernest Smith est devenu une personnalité iconique pour la levée d'obligations de guerre au Canada.
Il a atteint le grade de sergent. Avec la fin de la Seconde Guerre mondiale, Ernest quitta le service militaire. En 1950, il s'enrôla à nouveau afin de servir pour la guerre de Corée. Cependant, à cause de sa renommée iconique, il ne fut pas envoyé au combat. Il se retira du service militaire à nouveau en 1964 après avoir servi quelque temps en tant que recruteur à Vancouver. Il a été décoré de la Décoration des Forces canadiennes en reconnaissance de 12 années de service.

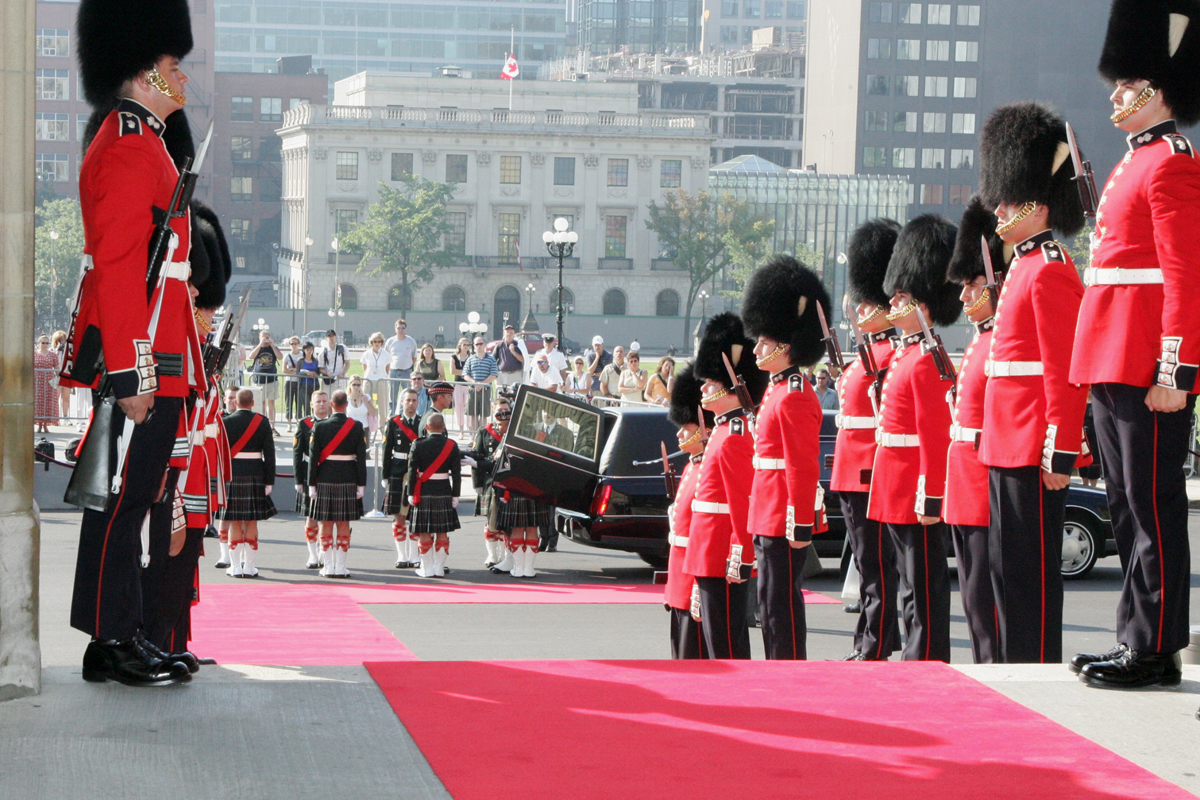
Ernest Smith a reposé en chapelle ardente sur la colline du Parlement à Ottawa le 9 août 2005.

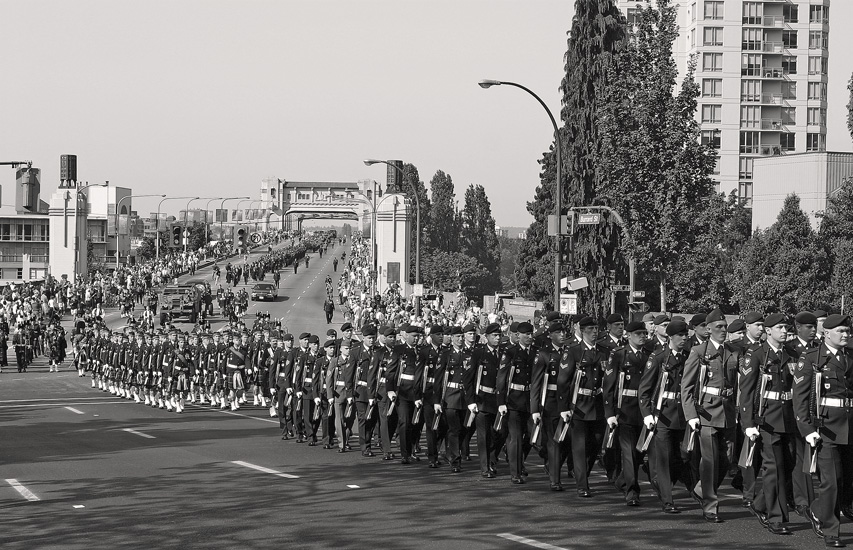
La procession lors des funérailles militaires d'Ernest Smith à Vancouver le 13 août 2005.

Après sa retraite de la vie militaire, Ernest Smith ouvrit une agence de voyages appelée « Smith Travel » avec son épouse, Esther Weston qui fut en opération de 1969 à 1992. Avec le décès des vétérans au fil des années, en 2000, Ernest est devenu le dernier récipiendaire canadien de la croix de Victoria toujours en vie. Il s'est impliqué dans les causes touchant les vétérans et effectua plusieurs apparitions en public, surtout lors des cérémonies du jour du Souvenir. Notamment, il était présent pour accueillir la reine à son arrivée lors d'une visite officielle au Canada. Le 3 août 2005, il décède dans sa demeure à Vancouver à l'âge de 91 ans. Le 9 août suivant, il repose en chapelle ardente à la Chambre des communes du Canada, devenant la neuvième personne à recevoir cet honneur. Le même jour, tous les drapeaux gouvernementaux sont mis en berne. Le 12 août, il repose à la Seaforth Armoury de Vancouver, puis, le lendemain, reçoit des funérailles militaires à Vancouver. Ses cendres sont dispersées dans le golfe de Géorgie.

## Distinctions et honneurs
Ernest Smith est décoré de la croix de Victoria, la plus haute récompense des forces du Commonwealth, pour ses actions de vaillance au cours de la Seconde Guerre mondiale. Le 15 novembre 1995, il est nommé membre de l'ordre du Canada, puis, en 2002, de l'ordre de la Colombie-Britannique. Ses autres décorations incluent la 1939-45 Star, l'Italy Star, la Defence Medal 1939-45, la Médaille canadienne du volontaire avec la barrette pour le service outremers, la Médaille de la guerre 1939-1945, la Médaille du couronnement de la reine Élisabeth II, la Médaille du centenaire du Canada, la Médaille du jubilé de la reine Élisabeth II, la Médaille commémorative du 125e anniversaire de la Confédération canadienne (en), la Médaille du jubilé d'or de la reine Élisabeth II et la Décoration des Forces canadiennes.
Il a été nommé membre honoraire du Collège militaire royal du Canada. Le 29 novembre 2003, le Chemin de fer du Canadian Pacifique a dédie un autorail en son honneur. Un parc à Ottawa en Ontario est nommé en son honneur.
Ernest Smith a fait don de ses médailles, incluant sa croix de Victoria, aux Seaforth Highlanders of Canada. En 2011, trois de ses uniformes originaux du temps qu'il a servi avec le Black Watch ont été remis à trois musées par sa fille, le musée du Black Watch à Montréal, le musée et les archives des Seaforth Highlanders of Canada à Vancouver et le musée et les archives de New Westminster.
Une cérémonie en son honneur a lieu en 2019 à Cesena, localité italienne qu'il a contribué à libérer.